# Amaranthus ozanonii
Amaranthus ozanonii är en amarantväxtart som beskrevs av Albert Thellung. Amaranthus ozanonii ingår i släktet amaranter, och familjen amarantväxter. Inga underarter finns listade i Catalogue of Life.